# 迪拜凯宾斯基大道酒店
迪拜凯宾斯基大道酒店（Kempinski The Boulevard Dubai），曾稱阿德里斯大道酒店（The Address Boulevard），位於阿拉伯聯合酋長國迪拜，是一層樓高73層、370公尺的摩天大樓。